# Billy Martin (Tennisspieler)
Billy Martin (* 25. Dezember 1956 in Evanston, Illinois) ist ein ehemaliger US-amerikanischer Tennisspieler.

## Karriere
Im Jugendtennis gewann Martin insgesamt vier Grand-Slam-Titel (Wimbledon und die US Open in den Jahren 1973 und 1974).
In seiner Profi-Karriere gelang ihm im Einzel ein Sieg in Little Rock 1975. Im Turnier von Birmingham erreichte er 1975 ebenfalls das Finale. Das Jahr 1975 schloss er mit seiner höchsten Einzelplatzierung als 32. der Weltrangliste ab. Im Doppel erreichte er sieben Mal das Finale und gewann drei Titel.

## Erfolge
| Legende                   |
| Grand Slam (1)            |
| Grand Prix (4)            |
| ATP Challenger Series (4) |

| ATP-Titel nach Belag |
| Hartplatz (2)        |
| Sand (2)             |
| Rasen (1)            |
| Teppich (0)          |

### Einzel

#### Turniersiege

##### ATP Tour
| Nr. | Datum           | Turnier     | Belag         | Finalgegner   | Ergebnis |
| --- | --------------- | ----------- | ------------- | ------------- | -------- |
| 1.  | 2. Februar 1975 | Little Rock | Hartplatz (i) | George Hardie | 6:2, 7:6 |

##### Challenger Tour
| Nr. | Datum       | Turnier      | Belag | Finalgegner | Ergebnis |
| --- | ----------- | ------------ | ----- | ----------- | -------- |
| 1.  | 6. Mai 1979 | Indian River | Sand  | Rick Fagel  | 6:2, 6:0 |

#### Finalteilnahmen
| Nr. | Datum           | Turnier    | Belag       | Finalgegner   | Ergebnis |
| --- | --------------- | ---------- | ----------- | ------------- | -------- |
| 1.  | 26. Januar 1975 | Birmingham | Teppich (i) | Jimmy Connors | 4:6, 3:6 |

### Doppel

#### Turniersiege

##### ATP Tour
| Nr. | Datum              | Turnier       | Belag     | Partner           | Finalgegner                   | Ergebnis      |
| --- | ------------------ | ------------- | --------- | ----------------- | ----------------------------- | ------------- |
| 1.  | 18. September 1977 | Laguna Niguel | Hartplatz | James Chico Hagey | Peter Fleming Trey Waltke     | 6:3, 6:4      |
| 2.  | 17. Juni 1979      | Brüssel       | Sand      | Peter McNamara    | Carlos Kirmayr Balázs Taróczy | 5:7, 7:5, 6:4 |
| 3.  | 20. Juni 1981      | Bristol       | Rasen     | Russell Simpson   | John Austin Johan Kriek       | 6:3, 4:6, 6:4 |

##### Challenger Tour
| Nr. | Datum           | Turnier          | Belag     | Partner         | Finalgegner                    | Ergebnis      |
| --- | --------------- | ---------------- | --------- | --------------- | ------------------------------ | ------------- |
| 1.  | 13. Mai 1979    | Raleigh          | Sand      | John Austin     | Chris Lewis Cliff Letcher      | 6:2, 7:5      |
| 2.  | 7. Oktober 1979 | Huntington Beach | Hartplatz | Bruce Nichols   | Peter Rennert Robert Van’t Hof | 3:6, 7:6, 6:3 |
| 3.  | 3. Mai 1981     | Nagoya           | Hartplatz | Russell Simpson | Matt Mitchell William Maze     | 7:6, 6:2      |

#### Finalteilnahmen
| Nr. | Datum           | Turnier    | Belag       | Partner       | Finalgegner                  | Ergebnis      |
| --- | --------------- | ---------- | ----------- | ------------- | ---------------------------- | ------------- |
| 1.  | 25. April 1976  | Denver     | Teppich (i) | Jimmy Connors | John Alexander Phil Dent     | 7:6, 2:6, 5:7 |
| 2.  | 16. Januar 1977 | Birmingham | Teppich (i) | Bill Scanlon  | Wojciech Fibak Tom Okker     | 3:6, 4:6      |
| 3.  | 6. März 1977    | Monterrey  | Teppich (i) | Bill Scanlon  | Ross Case Wojciech Fibak     | 6:3, 3:6, 4:6 |
| 4.  | 12. Juli 1981   | Newport    | Rasen       | Südafrika     | Brad Drewett Erik van Dillen | 2:6, 4:6      |

### Mixed

#### Turniersiege
| Nr. | Datum     | Turnier     | Belag     | Partner    | Finalgegner                      | Ergebnis      |
| --- | --------- | ----------- | --------- | ---------- | -------------------------------- | ------------- |
| 1.  | Juni 1980 | French Open | Hartplatz | Anne Smith | Stanislav Birner Renáta Tomanová | 2:6, 6:4, 8:6 |